# Obboezem
De Obboezem (Russisch: Обская губа; Obskaja goeba) is de benaming voor het estuarium van de rivier de Ob in het noorden van West-Siberië. De Obboezem ligt ten noordwesten van de Arctische Oeral en ten noorden van het West-Siberisch Laagland. Het schiereiland Jamal met ten noorden daarvan Belyeiland ligt ten westen van de Obboezem. Aan de zuidoostkant van de Obboezem ligt het schiereiland Taz, dat door de Tazboezem (estuarium van de rivier de Taz dat uitmondt in de Obboezem) gescheiden wordt van het noordelijker gelegen schiereiland Gyda. Het schiereiland Javaj (het noordelijk deel van Gyda) vormt samen met het er direct ten noorden van gelegen eiland Sjokalskogo vormt de noordoostgrens van de Obboezem tot de monding in de Karazee.
Het estuarium start direct ten noorden van de Noordpoolcirkel, is meer dan 800 kilometer lang, varieert in breedte van 30 tot 80 kilometer en heeft een diepte van 10 tot 12 meter. Door de ondiepte is de Obboezem niet geschikt voor diepzeeschepen. Het noordelijke deel is bevroren van oktober tot juli. In de rivier stromen naast de Taz ook de rivieren Nadym en Nyda (zuidoosten) uit, die bij de monding een groot aantal kleine eilandjes vormen, en een aantal kleinere riviertjes aan de westzijde.
De kusten rond de boezem worden overheerst door boomloze arctische toendra met veel moerassige gebieden. De Obboezem is rijk aan vis, zoals steur, sterlet, nelma, moeksoen, kwabaal, shokur en haring.
Aan de Obboezem liggen onder andere de plaatsen Jamburg en Novy Port. Deze zijn ontstaan rond de olie- en gaswinning in het gebied. De olie- en gasvoorraden worden naar het zuiden gestuurd via spoorlijnen en pijpleidingen. Voor de toekomst is een aantal nieuwe transportverbindingen gepland rond de Obboezem. Het aardgasveld Jamburg, dat tussen het zuidelijk deel van de Obboezem en de Tazboezem ligt, werd in 2001 gezien als een van de grootste ter wereld.